# Windpark Pamsendorf
Der Windpark Pamsendorf ist ein Windpark im Gemeindegebiet der Stadt Pfreimd im Oberpfälzer Landkreis Schwandorf in Bayern.

## Geografie
Der Windpark Pamsendorf liegt im mittleren Oberpfälzer Wald, rund 8 km östlich der Stadt Pfreimd auf einer Höhe von rund 590 Metern auf dem Gelände westlich des Großen Kulms, zwei Kilometer östlich des Ortes Pamsendorf und etwa 2 km südwestlich von der Ortschaft Gleiritsch. Er ist über die Kreisstraßen SAD 34 oder SAD 36 zu erreichen. Es handelt sich um den zweiten Wald-Windpark im Landkreis Schwandorf. Das jährliche Regelarbeitsvermögen entspricht laut Betreiber dem Verbrauch von 7.000 Haushalten, bei einem angenommenen Verbrauch von 4.000 kWh im Jahr pro Haushalt.

## Windkraftanlage Pamsendorf und Technik
Bei den fünf Windkraftanlagen im Windpark Pamsendorf handelt es sich um Schwachwindanlagen der Firma Nordex, die eigens für schwächere Windstandorte (bis 7,5 m/s durchschnittliche Jahreswindgeschwindigkeit) entwickelt wurden. Die mit 7,5 bis 13,2 Umdrehungen pro Minute laufenden Windräder liefern bei einer Windgeschwindigkeit von drei Metern pro Sekunde Strom. Charakteristisch für derartige Windkraftanlagen ist eine besonders große Rotorfläche, um bereits bei niedrigen Windgeschwindigkeiten sehr gute Erträge erwirtschaften zu können. Die fünf Windkraftanlagen sind vom Typ Nordex N117/2,4. Sie haben eine Rotorlänge von 58,5 m, eine Nabenhöhe von 141 m. Der 141-Meter-Turm besteht im unteren Bereich bis auf eine Höhe von 91 Metern aus Betonfertigteilen, im oberen Bereich aus zwei Stahlröhren. Das Fundament des Turms einer Windkraftanlage hat einen Durchmesser von 22,5 Metern. Dabei wurden rund ca. 400 m² Fläche überbaut. Etwa 100 Tonnen Bewehrungsstahl und 700 m³ Beton waren für die Fundamente nötig. Die Bauarbeiten führte die Neumarkter Firma Bögl aus. Das Gewicht der Gondel (Maschinenhaus) mit Triebstrang und Generator liegt bei 106 Tonnen. Ein einzelnes Rotorblatt wiegt 10,4 Tonnen. Der Rotor samt Nabe hat ein Gewicht von 58,7 Tonnen. Die Leistung jeder einzelnen Anlage beträgt 2,4 MW. Bei einer Windgeschwindigkeit von 20 Metern pro Sekunde schaltet sich die Anlage ab, um Sturmschäden zu vermeiden. Weitere Abschalteinrichtungen verhindern Eis- und Schattenwurf.

## Rodung und Zufahrt
Im Frühjahr 2015 begann man mit der Rodung der benötigten Fläche für die fünf Windkraftanlagen. Insgesamt wurde für die Anlagen eine Fläche von 2,6 Hektar benötigt, ein Teil wurde gerodet. Nach dem Aufbau der Anlagen wird ein großer Teil dieser Flächen wieder aufgeforstet. Im Herbst 2015 konnte mit dem Bau der Zufahrtsstraßen begonnen werden, um den Transport der Bauteile zu gewährleisten.

## Bau der Anlage
Mit dem Bau der fünf Anlagen wurde im Frühjahr 2016 durch die Baufirma Max Bögl begonnen. In den Monaten März bis September erfolgte die Errichtung aller fünf Windkraftanlagen im Windpark Pamsendorf. Zeitgleich verlegte man ein Erdkabel vom Windpark zur etwa 6 Kilometer entfernten Kraftwerksgruppe Pfreimd, in die der aus Windenergie gewonnene Strom eingespeist wird. Ende Oktober 2016 gingen die Windkraftanlagen ans Netz.

## Windpark Pamsendorf – Kraftwerksgruppe Pfreimd
Der Windpark Pamsendorf ist an der Stromleitung zum Pumpspeicherwerk Reisach angeschlossen. Das Werk liegt an der Pfreimd bei Trausnitz. Dadurch kann der erzeugte Strom bedarfsgerecht eingesetzt und nötigenfalls durch das Pumpspeicherwerk über den Hochspeicher Rabenleite bei Großenschwand gespeichert werden. Auf diese Art und Weise ergänzen sich beide Energiequellen gegenseitig.

## Widerstand gegen den Windpark Pamsendorf
Eine Bürgerinitiative versuchte den Bau des Windparks Pamsendorf zu verhindern. Fehler im Genehmigungsverfahren, naturschutzrechtliche Bedenken, Infraschall, optische Beeinträchtigung, Eiswurf und andere Argumente wurden vorgebracht, um das Projekt zu stoppen. In Leserbriefaktionen in der Tageszeitung Der Neue Tag legten die Windkraftgegner ihre Sicht der Dinge dar. Der Gemeinderat der Gemeinde Gleiritsch, der Bayerische Jagdverband, Mitglieder des Siedlerbundes Gleiritsch und einige Privatpersonen gingen gerichtlich gegen das Bauvorhaben vor. Die Klagen der Windkraftgegner wurden von den Gerichten in allen Instanzen als unbegründet abgewiesen. Die Baugenehmigung des Windparks durch das Landratsamt Schwandorf war rechtens. Am 10. Oktober 2016 besuchten Mitglieder des Wirtschaftsausschusses des Bayerischen Landtages Gleiritsch. Die Bürgerinitiative „Gegenwind Gleiritsch“ hatte eine Petition mit Einwänden gegen die Anlage eingereicht. Diese wurde im Petitionsausschuss mit dem Beschluss behandelt, dass sich Harald Schwartz (CSU) und Annette Karl (SPD), Mitglieder des Wirtschaftsausschusses im Landtag, bei einem Besuch in Gleiritsch ein Bild von der Situation machen.

## Bildergalerie

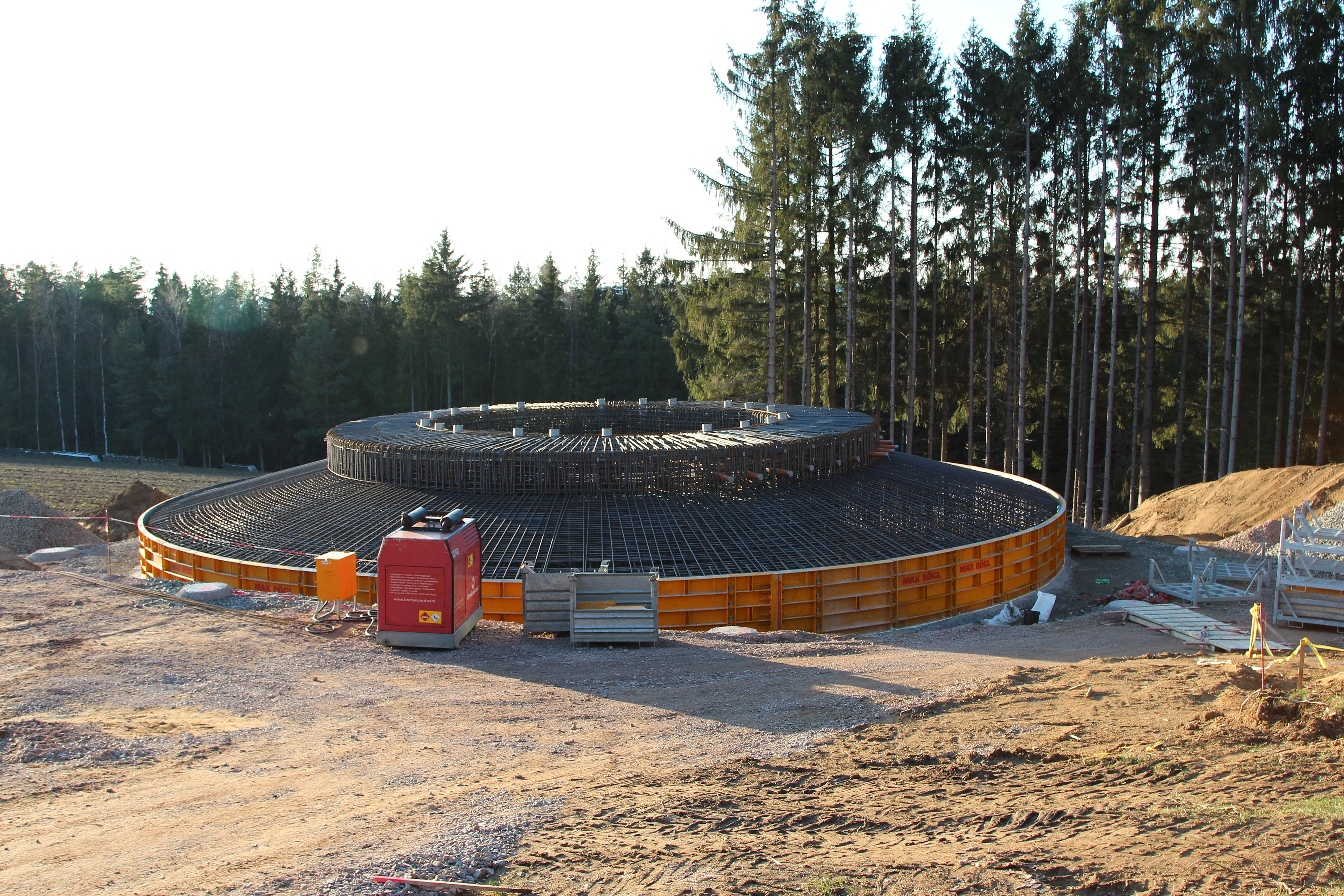
Fundament WEA 03 (April 2016)
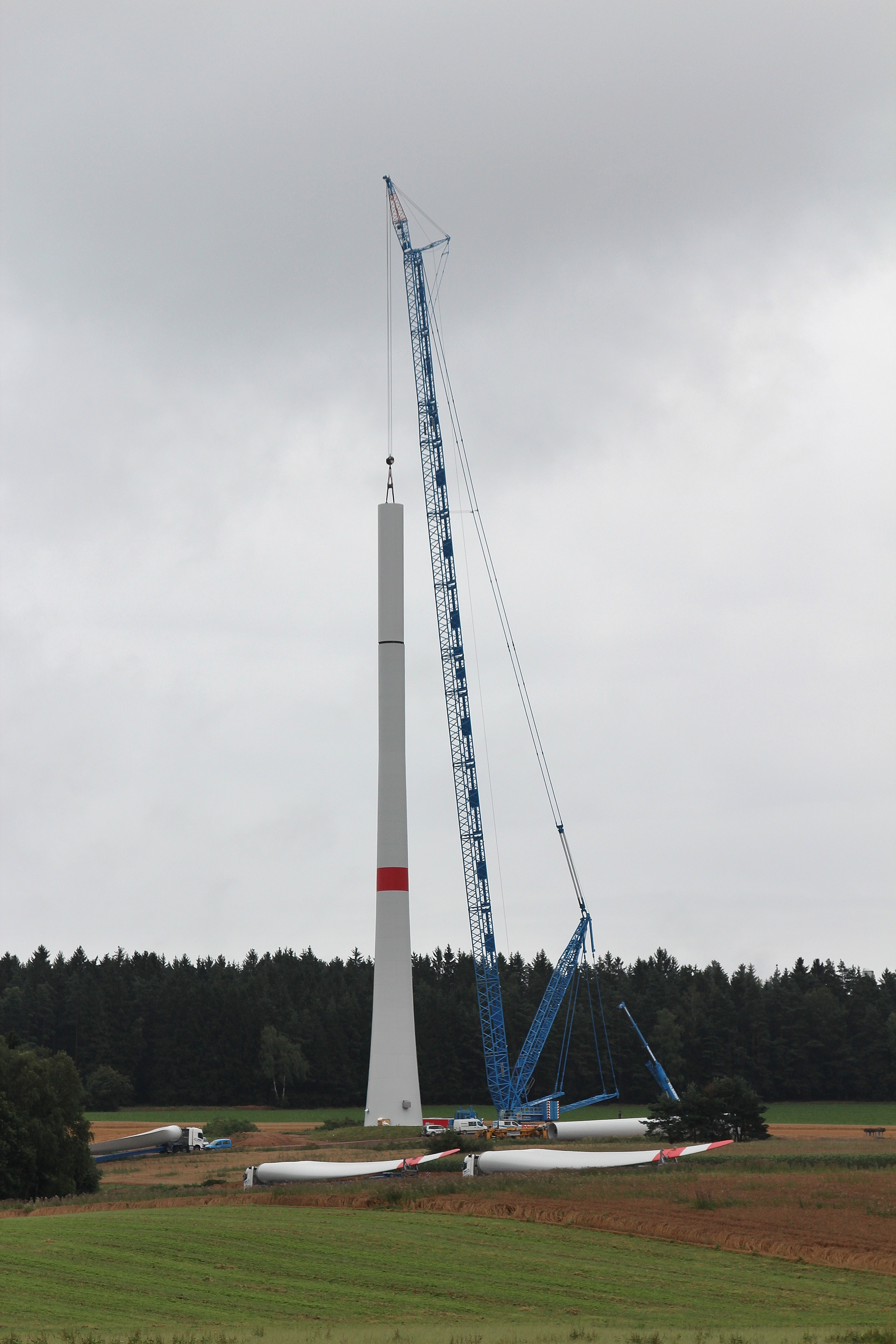
WEA 01 wird aufgebaut (August 2016)
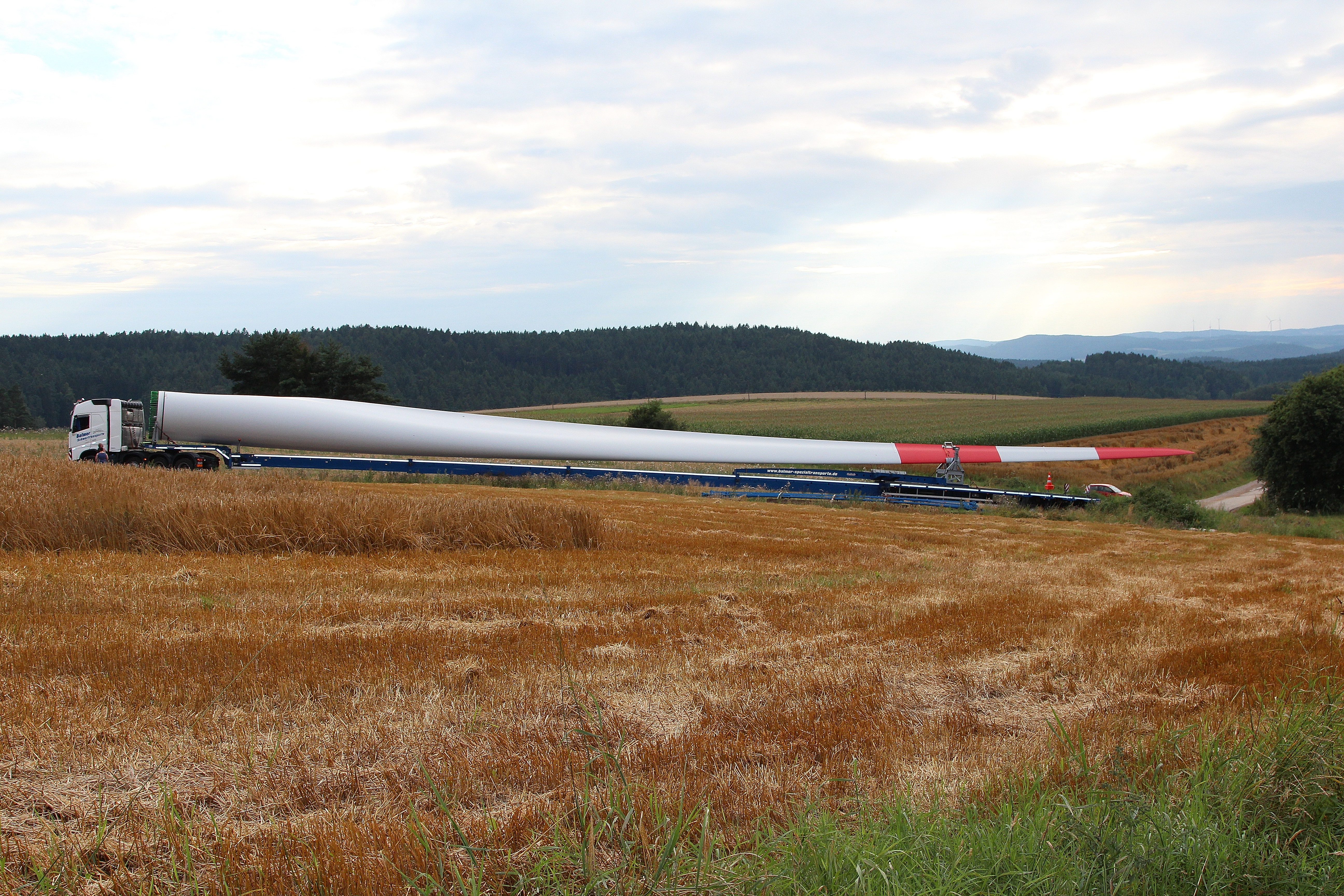
Ein Rotorblatt wartet auf die Montage (August 2016)
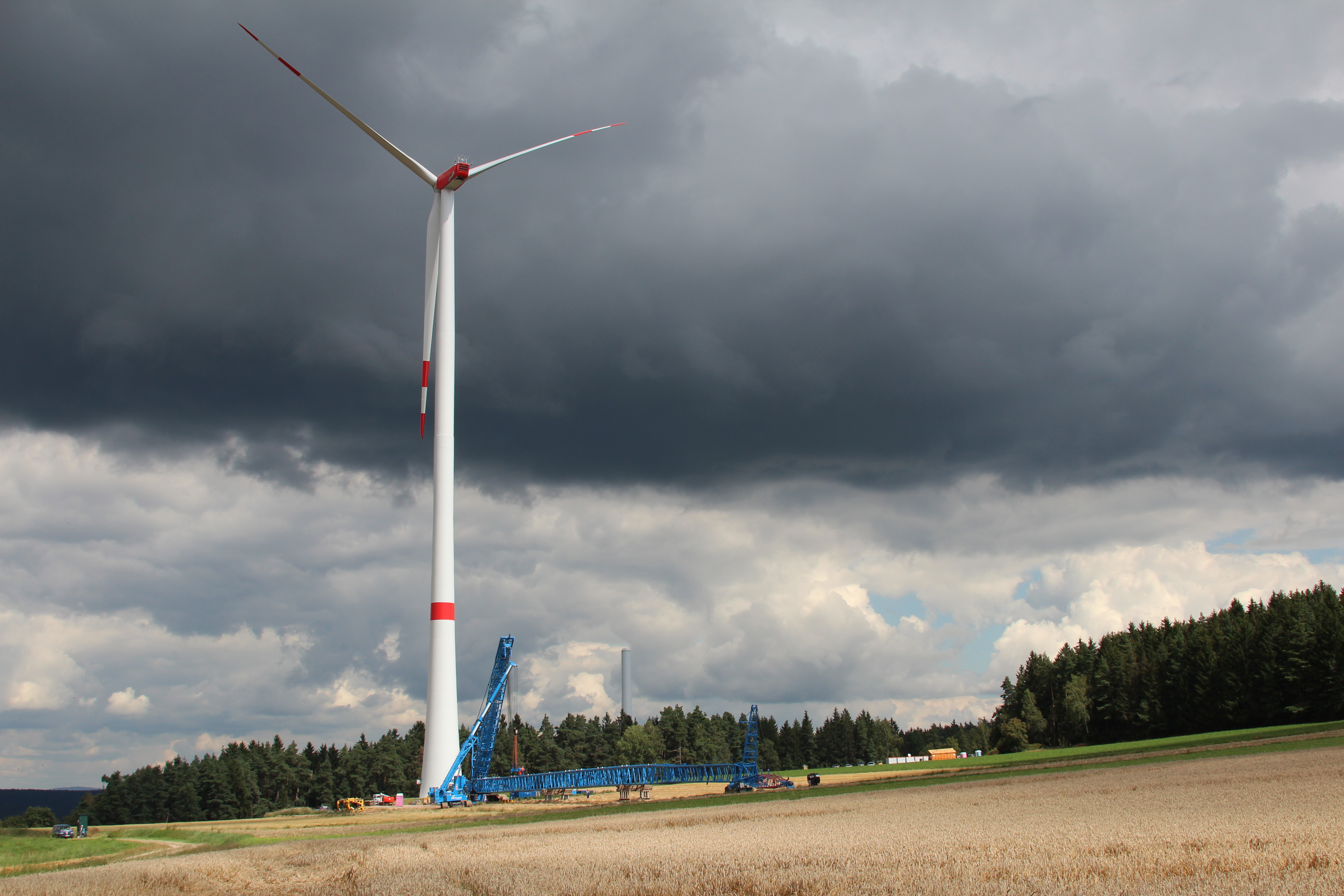
Am 11. August steht WEA 01 (August 2016)
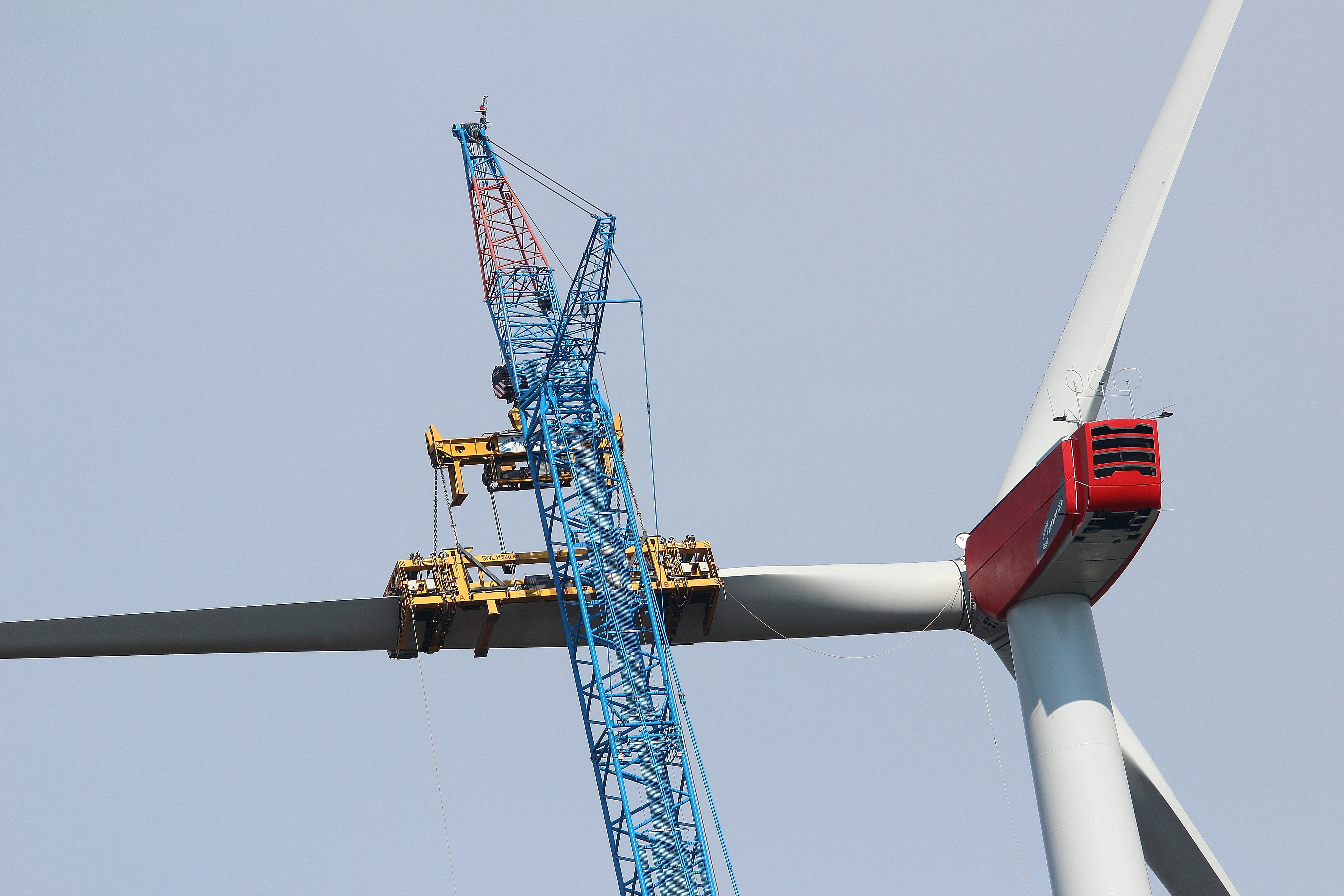
Montage WEA 02 (September 2016)
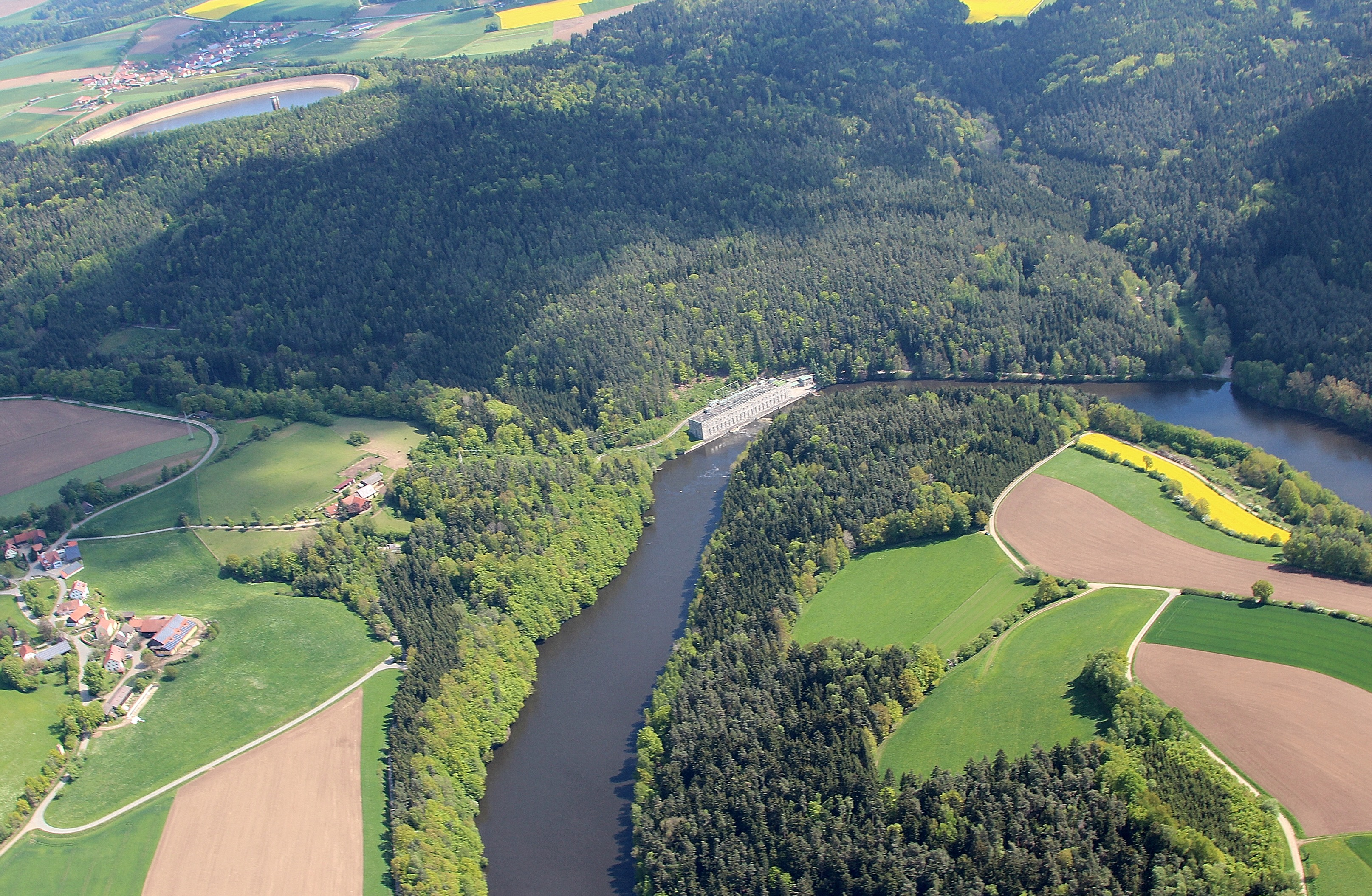
Pumpspeicherwerk Reisach, Hochspeicher und Windpark ergänzen sich perfekt.

## Standort der Anlagen
| Anlage | Aufstellung | Koordinaten | Position                  |
| ------ | ----------- | ----------- | ------------------------- |
| 1      | 2016        | WEA 1       | nordwestlich Großer Kulm  |
| 2      | 2016        | WEA 2       | nordwestlich Großer Kulm  |
| 3      | 2016        | WEA 3       | westlich Großer Kulm      |
| 4      | 2016        | WEA 4       | Großer Kulm               |
| 5      | 2016        | WEA 5       | nordwestlich Kleiner Kulm |